# Ghar-e-Roodafshan
Ghar-e-Roodafshan (en persa: غار رودفشان) es una cueva que se encuentra en el valle de Roodafshan, en la provincia de Teherán, Irán. Desde 2003, la organización austríaca Verein für Höhlenkunde en Obersteier con la iraní Khaneye Koohnavardan-e-Teherán estuvieron estudiando la cueva (en el período 2003-2005).
La longitud de esta cueva espaciosa es de 1.502 m con una distancia vertical de -90,6 metros. La entrada a Roodafshan tiene 168 m de longitud, 94 m de ancho, 40 m de altura y 11.395 metros cuadrados de superficie. Es actualmente la segundo mayor cámara de cueva documentada en Irán.